# Istituto per sordi (Catania)
L'Istituto per sordi era una scuola per sordi di Catania. La scuola fu fondata da Circolo degli Operai catanesi, nel 1873, e si trova a via Etnea 593, a Catania, ispirandosi ad una santa Maddalena di Canossa. Nel 1998 è stata soppressa.